# タルト (郷土菓子)

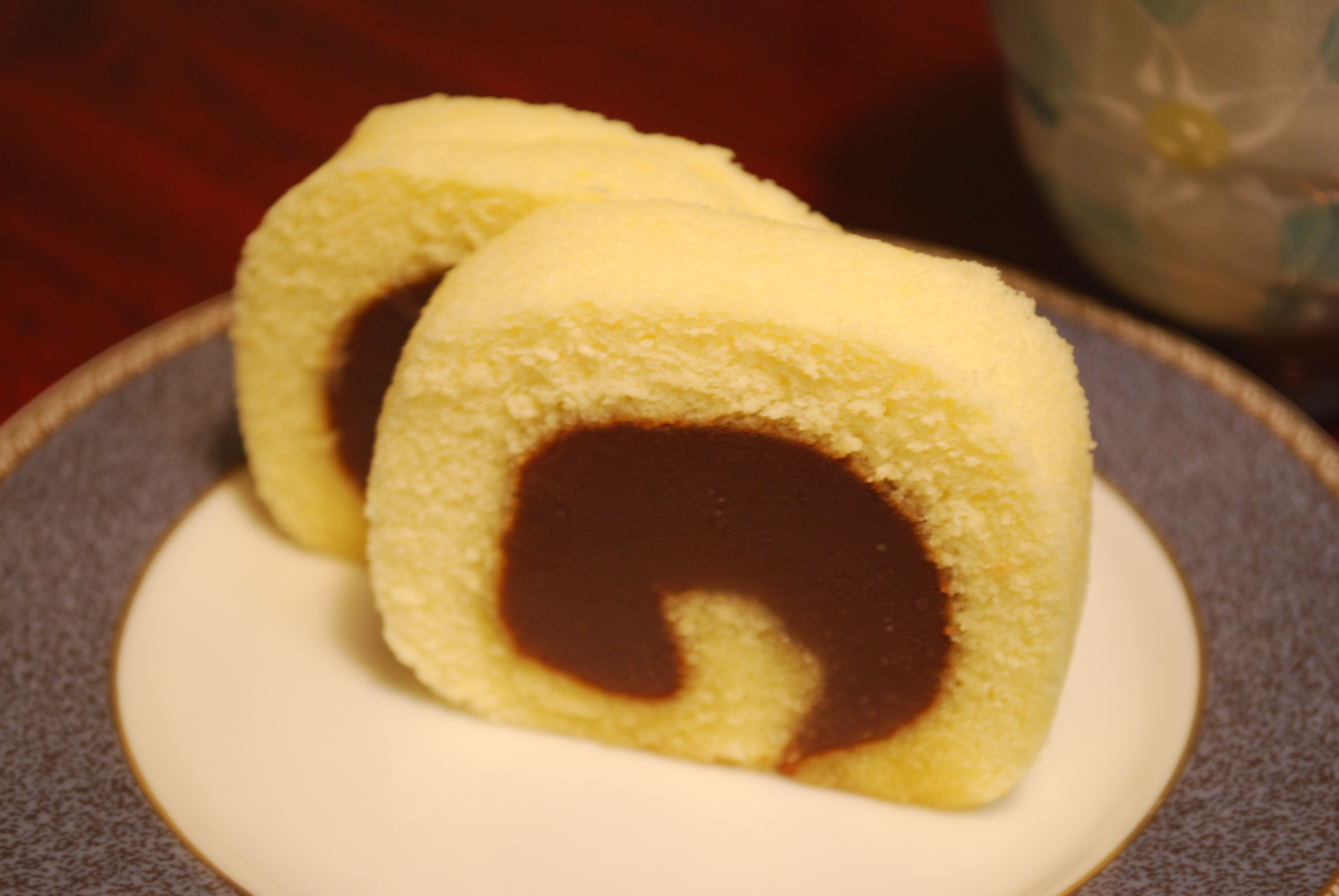
松山市のタルトの例

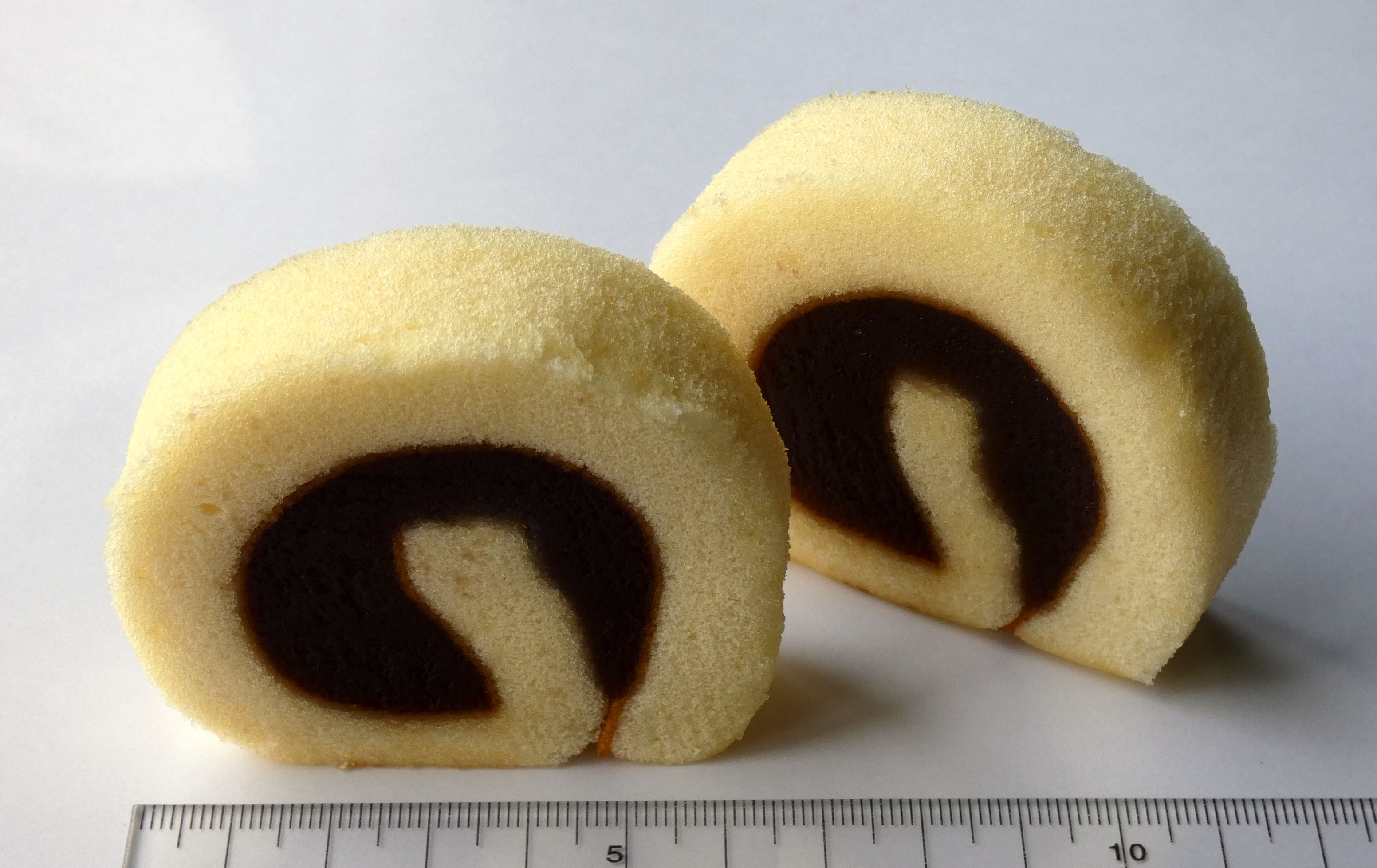
一六本舗の一六タルト

タルトは愛媛県松山市の伝統菓子であり、カステラ生地で餡を巻いたロールケーキ状のお菓子。

## 概要
松山市を代表する菓子であり、発祥は江戸時代にさかのぼる。（詳細は下記#歴史を参照）
年間を通して製造され、茶菓子として供されるほか、土産品や贈答品としても用いられる。
餡には柚子と小豆が入り、断面が「の」の字になっていることが特徴である。
松山市のみならず愛媛県全域に定着しており、多くの店で製造・販売され、全国の百貨店や一部のサービスエリアなどでも販売されている。
「タルト」の名称は昭和29年に愛媛県菓子工業組合が商標登録を行っている（第438676号）。ある菓子店が商標を申請しようとしたところ、愛媛の銘菓にすべきであるとの異論が出て、組合が申請することになった。

## 歴史
正保4年（1647年）、松山藩主・松平定行（久松松平家初代）は、ポルトガル船が長崎へ入港したことに併せて、長崎の海上警備の任を受けた。その際に食した、カステラの中にジャムが巻かれた南蛮菓子のとりこになった定行は、松山への帰郷する際に製法を持ち帰った。ジャムが柑橘系ジャムだったことから、四国特産の柚子をアクセントに加えるなど、和菓子の要素を取り入れた菓子に変化していったといわれている。製法は後に久松松平家の家伝となり、明治以降に松山の製菓業に技術が広まった。本格的に普及するのは第二次世界大戦後のことである。
松山を中心とした中予ではレシピについても厳しい決まりがあったが、東予や南予では比較的自由であり、東予のハタダが1970年代に松山に本格進出するにあたって、既存のタルトとの差別化として餡に栗を入れた商品を考案したところ、組合内で物議を醸した。また南予では白餡やそれを着色した赤餡のタルトがあり、とりわけ赤餡は縁起物とされ慶事での引き出物として使われるなど広く普及している。それらの流れを受け、中予でも亀井製菓からはイヨカンや抹茶を混ぜたタルトが、一六本舗からもカステラ生地に竹炭を練り込みゴマ餡を使ったものや桜を混ぜたタルトを販売している。
なお、当初はかるかんでこしあんを巻いたものであった。

### 語源
オランダ語でケーキを意味する「オランダ語: taart」からとする説、ポルトガル語でロールケーキを意味する「ポルトガル語: torta」からとする説がある。

## 作り方
1. カステラ生地を焼き上げる[1]。
2. 柚子の皮を擦りおろし、こしあんと混ぜて餡を作る[1]。
3. カステラ生地の焼き色のついた面に餡を乗せ、「の」の字になるように巻く[1]。

## 代表的な製造会社
「元祖」「本家」といった名乗りをする製造会社はない。
- 一六本舗 - 業界のリーダー格[3]。
- 六時屋 - 昭和天皇に御用命を賜る[3]。
- ハタダ - モンドセレクションの連続受賞をPRする[3]。

## その他
- 2022年（令和4年）、伊予鉄グループはタルトメーカーの1つである一六本舗と連携し、タルトの包装紙デザインで車両をラッピングした「タルト電車」の運行を行った[6]。